# Leonor Cortés Moctezuma
Doña Leonor Cortés Moctezuma (született 1528 körül - meghalt 1594 előtt) apja  Hernán Cortés, anyja Doña Isabel Moctezuma, II. Moctezuma  azték uralkodó legidősebb lánya.

## Élete
Apja anyjának negyedik férje, Hernán Cortés spanyol konkvisztádor volt. Anyai nagyapja II. Moctezuma, az utolsó azték uralkodó.
Már fiatalon meggazdagodott, mivel szülei halála után szép vagyont örökölt.
1546-ban férjhez ment Juan de Tolosához, az ottani ezüstbányák egyik felfedezőjéhez, és Zacatecas város alapítójához.